# Ignacio Zaragoza, Tancoco
Ignacio Zaragoza är en ort i Mexiko.   Den ligger i kommunen Tancoco och delstaten Veracruz, i den sydöstra delen av landet, 250 km nordost om huvudstaden Mexico City. Ignacio Zaragoza ligger 203 meter över havet och antalet invånare är 422.
Terrängen runt Ignacio Zaragoza är platt österut, men västerut är den kuperad. Terrängen runt Ignacio Zaragoza sluttar österut. Runt Ignacio Zaragoza är det ganska glesbefolkat, med 36 invånare per kvadratkilometer. Närmaste större samhälle är Cerro Azul, 4,6 km söder om Ignacio Zaragoza. Trakten runt Ignacio Zaragoza består till största delen av jordbruksmark.